# Umm-Kulthum (nom)
Umm-Kulthum és un nom femení àrab (àrab: أم كلثوم, Umm Kulṯūm) que literalment significa ‘Mare de Kulthum’, essent Kulthum un nom àrab masculí. Si bé Umm-Kulthum és la transcripció normativa en català del nom en àrab clàssic, també se'l pot trobar transcrit Umm Kulthum, Om Koultoum, Om Kalthoum, Oum Kalsoum, Oum Kalthum, Omm Kolsoum, Umm Kolthoum, Um Kalthoom, Omme Kolsoum, Umm Kultūm... normalment per influència de la pronunciació dialectal o seguint altres criteris de transliteració. Estrictament, Umm-Kulthum és una kunya, però com que fou el nom d'una de les filles del profeta Muhàmmad, Umm-Kulthum bint Muhàmmad, així com el d'una de les filles del quart califa i primer imam xiïta Alí ibn Abi-Tàlib, Umm-Kulthum bint Alí, s'ha convertit en un nom de pila relativament comú. Per aquesta mateixa raó, aquest nom també el duen moltes musulmanes no arabòfones que l'han adaptat a les característiques fòniques i gràfiques de la seva llengua: bosnià: Ummu Kulsum; turc: Ümmü Gülsüm.
Vegeu aquí personatges i llocs que duen aquest nom.